# Волково (Красногородський район)
Волково (рос. Волково) — присілок в Красногородському районі Псковської області Російської Федерації.
Населення становить 2 особи. Входить до складу муніципального утворення Красногородська волость .

## Історія
Від 2015 року входить до складу муніципального утворення Красногородська волость .

## Населення
| 2001 | 2002 | 2010 |
| ---- | ---- | ---- |
| 4    | ↘2   | ↘1   |